# I Love 69 Popgejů
I Love 69 Popgejů je audiovizuálně performerská skupina z Ostravy. Vznikla v roce 2001 ve Valašském Meziříčí ve složení Jakub Adamec, Pavel Pernický a Zdeněk Vichr. Po přesunu do Ostravy v roce 2005 uskupení doplnil Petr Štark. Od roku 2007 jsou základními členy formace Jakub Adamec a Pavel Pernický, absolventi ateliéru Intermédií Petra Lysáčka na Ostravské univerzitě.
V letech 2005–2007 skupina provozovala galerii Strážná věž, která se nacházela ve sklepních prostorech pronajatého domu v Ostravě-Mariánských Horách, kde členové skupiny zároveň bydleli. Vlastním nákladem vydali v roce 2006 album As long as the Pump is pumpkin, so long as the Bassdrum is going. V roce 2009 byli vyhlášeni nejzajímavějším projektem soutěže Malá Alternativa 2009.
V roce 2011 vydala skupina album Let's Gold Corridor. „Debutové album Let's Gold Corridor shrnuje první dekádu jejich tvorby a výtečně balancuje na hraně divošského punku bez kytar a konceptuálních hrátek.“ „Album charakterizuje svobodná směs žánrů, kdy nic není tabu, reflexe hudební pokleslosti i texty, které jsou stejně útočné a vysmívající se jako upřímně otevřené, uvolňující a dokazující, že zábrany jsou jen v každém posluchači, tudíž záleží jen na něm, zda je ochoten je alespoň dočasně uvolnit.“ „Electropunkoví teroristé I Love 69 Popgejů na svém debutu stvořili jednu z nejoriginálnějších domácích desek za poslední dobu. Je ale celkem pravděpodobné, že první setkání s ní by mohlo nepřipravenému posluchači přivodit menší duševní šok.“
„Popgejové ve své tvorbě překračují hranice mezi hudbou a výtvarným uměním, mezi vysokým a nízkým, mezi patosem a absurdem. Audio-vizuální trash pop, fyzický a barevný disko-punk. Podklady z kláves pumpují různou rychlostí v rozlišných stylech mixu disko a punku, country a náboženské muziky, elektro s cirkusem, vše s dodatkem hravosti, neodolatelného narcismu, úpadkovosti a špinavosti společně s vrstevnatými texty tvoří výbušnou směs. I když pokud spojíte plesový orchestr o jednom syntezátoru s velmi svérázně vyloženým dance-punkem, electrem a odmítnutým osmibitem spolu s ozvěnami lidové školy umění a životem na maloměstě, nemůže vzniknout špatné „umění“.“ „Popgejové do hlučné agresivity a lacině znějící elektroniky zabudovali jako momenty výdechu melodické refrény s ironicky provokativními texty a vše podpořili bezskrupulózní koncertní show.“
V roce 2018 vytvořili soundtrack k letní roadmovie Vienna Calling, kterou režíroval Petr Šprincl. Film je o vykradači hrobů, jenž se svými pohůnky v maringotce vydává do Vídně vrátit ukradené zuby Strausse a Brahmse, které sám ukradl. Členové skupiny ve filmu ztvárnili role Strausse a Brahmse.
O rok později ztvárnili role Cyrila a Metoděje ve filmu Morava, krásná zem III, který režíroval Petr Šprincl, námět a scénář vytvořil Lukáš Jiřička. Film je posledním dílem trilogie reflektující historii, identitu a kulturu Moravy jako svého druhu autonomní enklávy. Klíčové téma série je průzkum kořenů moravského nacionalismu.
V roce 2020 vydali Neomarxistické Ekofeministické Antifašistické album. Ondřej Lasák o albu pro A2larm napsal: „I Love 69 Popgejů naprosto rozmetali můj dlouhotrvající pocit, že to měli raději zabalit po geniálně vychýleném debutu.“
Ve stejném roce společně s dramaturgem Lukášem Jiřičkou připravili pro Český rozhlas Vltava rozhlasovou kompozici s názvem Pojďte, lidé, na divadla s železnýma kladivama.
Jejich živá vystoupení jsou známá svou energií a intenzitou. Odehráli přes 170 koncertů v Česku, Slovensku, Polsku, Německu, Maďarsku nebo Švýcarsku. Koncertovali s kapelami Final Fantasy, Felixem Kubinem, Kevinem Blechdom, Future Islands.

## Diskografie

### Alba
- Neomarxistické Ekofeministické Antifašistické album (EP, Korobushka records, CZ, 2020)
- Vienna Calling OST (LP, Flesh & Brain, CZ, 2018)
- Let’s Gold Corridor  (LP, Vole Love Production, Malarie Record Label, CZ, 2011)
- As long as the Pump is pumpkin, so long as the Bassdrum is going  (EP, Vole Love Production, CZ, 2006)

### Kompilace
- Lidumil Heretik, split s Piča z hoven, (EP, Vole Love Production, CZ, 2015)

- EXTERRITORY 02   (EP, Strefa Szarej records, PL, 2012)
- Č! WYSZUKANA KOMPILACJA (EP kompilace s Piča z Hoven, Marius Konvoj, Lightning Glove, To žluté co máte na kalhotkách, Plunderphonics Records, PL, 2012)
- I LOVE 69 POPGEJU REMIXES: LET’S DECADANCE AND CELEBRATE OUR LIVES UNTIL WE’RE DEAD ( EP, www.zivel.cz, 2011)
- Rozprostírej Dobro EP (EP, Vole Love Production, CZ, 2010)
- Przeklęte EP Vole Love Production  ( EP kompilace s Like She a Marius Konvoj, Byłem Kobietą Records, PL, 2008)